# Otto Weddigen

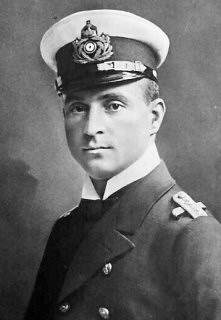
Otto Weddigen

Otto Eduard Weddigen (* 15. September 1882 in Herford; † 18. März 1915 auf See vor Schottland) war ein deutscher Kapitänleutnant sowie U-Boot-Kommandant im Ersten Weltkrieg.

## Leben

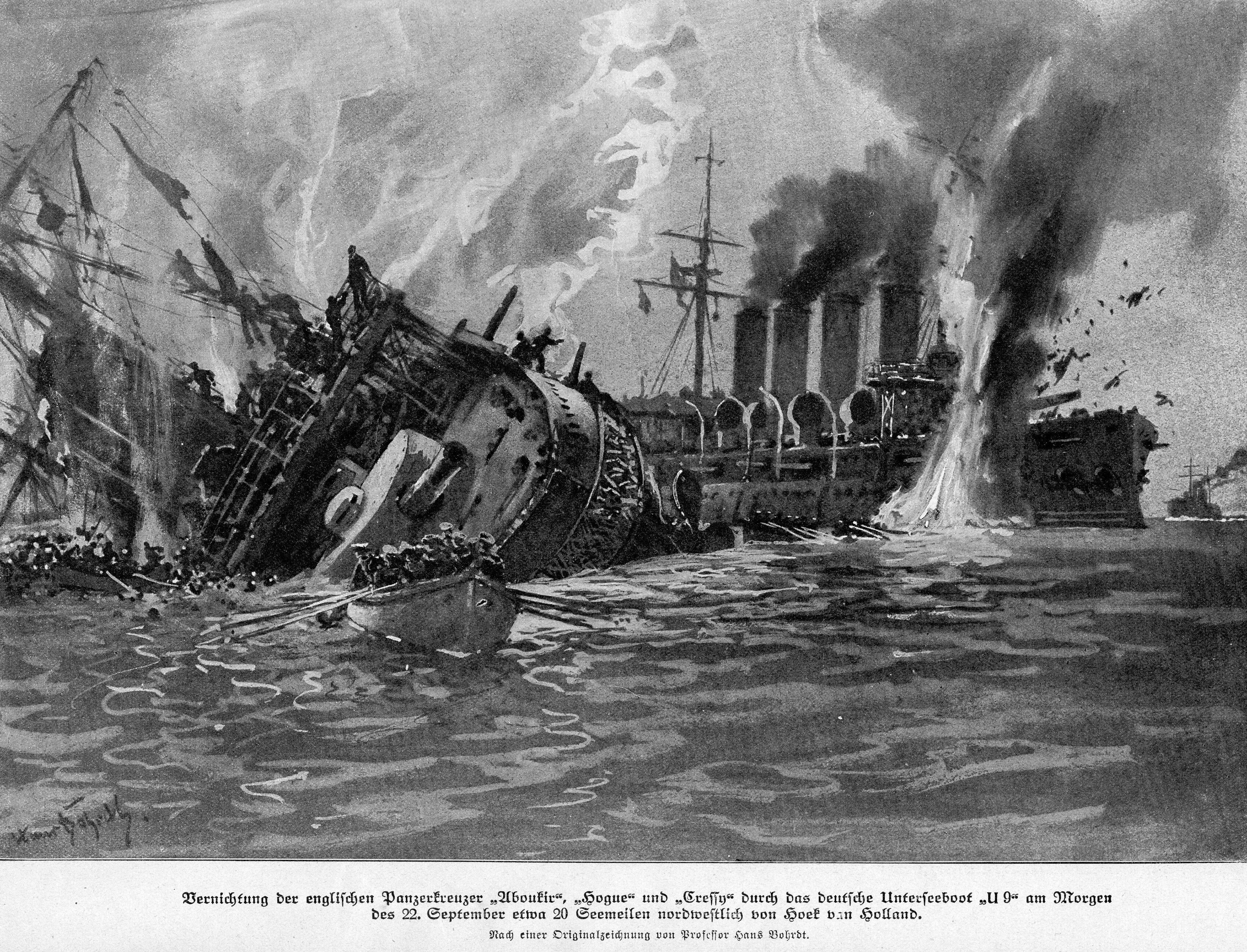
Versenkung der britischen Panzerkreuzer Cressy, Hogue und Aboukir; nach einer Originalzeichnung von Hans Bohrdt

Otto Weddigen wurde als elftes und jüngstes Kind eines Leinenfabrikanten geboren. Nach einem einjährigen Aufenthalt an der Bürgerschule Wilhelmsplatz besuchte Weddigen von 1890 bis 1901 das Friedrichs-Gymnasium in seiner Heimatstadt Herford, um anschließend als Offiziersanwärter in die Kaiserliche Marine einzutreten. Im Gegensatz zum noch immer vom preußischen Adel dominierten Heer bot die Marine jungen Männern aus dem Bürgertum durchaus Aufstiegschancen.
1902 wurde er zum Fähnrich zur See und 1904 zum Leutnant zur See befördert. Im Mai 1906 wurde Weddigen zum Ostasiengeschwader versetzt, das in der deutschen Kolonie Kiautschou in China stationiert war. Er wurde Wachoffizier auf dem Flusskanonenboot Vaterland und zum Oberleutnant zur See befördert. 1907 diente er als Wachoffizier auf dem Kanonenboot Tiger.
Nach Deutschland zurückgekehrt, kam Weddigen im Oktober 1908 zur im Aufbau befindlichen U-Boot-Waffe. Von April 1909 bis September 1910 fuhr er als Wachoffizier auf U 1, U 2 und U 4. Dann erhielt er mit U 4 sein erstes eigenes Kommando. Während des nächsten Jahres kommandierte er zeitweise auch U 3 und U 5, bevor er am 1. Oktober 1911 Kommandant von U 9 wurde, einem der neuesten U-Boote der Marine. Am 25. April 1912 wurde Weddigen zum Kapitänleutnant befördert. Am 21. Mai 1913 setzte er mit U 9 in einer Übung mit vier Torpedos drei Linienschiffe außer Gefecht, und zwar die Ostfriesland, die Thüringen und die Friedrich der Große.

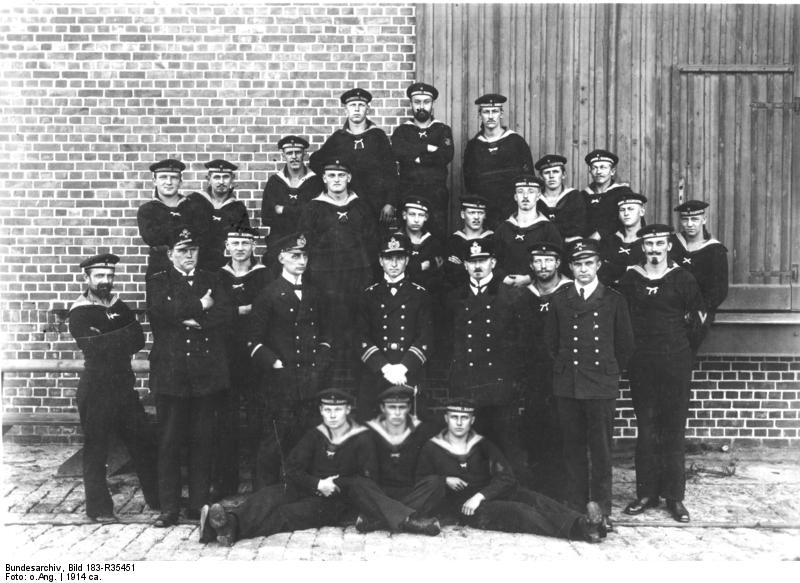
Die Besatzung von U 9, Otto Weddigen stehend in der Mitte

Wenige Tage nach Beginn des Ersten Weltkrieges lief Weddigen mit U 9 und neun weiteren Unterseebooten von Helgoland zum ersten Einsatz aus. Diese erste Kriegshandlung durch deutsche U-Boote überhaupt misslang. Zwei Boote gingen verloren und U 9 musste, angeschlagen und mit technischen Problemen, in die Kaiserliche Werft Wilhelmshaven zurückkehren. Die wochenlange Ruhezeit nutzte Weddigen zur Eheschließung mit einer Jugendfreundin.
Am 20. September 1914 lief U 9 über den Marinestützpunkt Helgoland zu einer Aufklärungsfahrt in Richtung Westen aus. In den Morgenstunden des 22. September 1914 wurden ca. 50 km nördlich von Hoek van Holland drei britische Kriegsschiffe gesichtet, die in Kiellinie liefen. Es gelang Weddigen, die drei technisch veralteten britischen Panzerkreuzer Aboukir, Hogue und Cressy nacheinander in nur 75 Minuten zu versenken. Nach dem Bericht des Kommandanten der Cressy, Bertram W. L. Nicholson, hatte ein Beobachtungsposten auf der Aboukir offenbar das Periskop von U 9 für ein Stück Treibholz gehalten. Ein Zufallstreffer in das Waffenmagazin der Aboukir löste eine gewaltige Explosion und Chaos an Bord des britischen Schiffes aus. Bei der zu Hilfe eilenden Cressy kam erschwerend hinzu, dass die Besatzung nahezu ausschließlich aus weniger gut ausgebildeten Reservisten bestand.
Dass neben militärischen Fähigkeiten auch eine große Portion Glück bei der für die Deutschen erfolgreichen Aktion im Spiel gewesen ist, gab Weddigen in einem später verfassten Bericht unumwunden zu und hob deutlich die seines Erachtens tapfere Haltung der gegnerischen Soldaten hervor. Etwa 1.500 Mitglieder der britischen Besatzungen verloren ihr Leben. 800 Überlebende wurden, u. a. von einem britischen Fischerboot und den niederländischen Passagierdampfern Flora und Titan, geborgen. U 9 gelang trotz Verfolgung durch britische Schiffe unbeschadet die Rückkehr nach Helgoland. Anschließend wurde es in Wilhelmshaven triumphal empfangen. Weddigen wurde im deutschen Kaiserreich als Kriegsheld gefeiert.
Das Versenken von drei gegnerischen Schiffen innerhalb kürzester Zeit etablierte U-Boote als Mittel der Kriegsführung. Für die deutsche U-Boot-Waffe war es ein bis dahin nicht für möglich gehaltener Erfolg. Weddigen wurde von Kaiser Wilhelm II. mit dem Eisernen Kreuz II. und I. Klasse ausgezeichnet. Die übrigen Besatzungsmitglieder erhielten das Eiserne Kreuz II. Klasse. Das Boot U 9 durfte fortan das Eiserne Kreuz am Turm führen.
Knapp drei Wochen später, am 15. Oktober 1914, versenkte Weddigen vor Aberdeen den britischen Kreuzer Hawke, wofür er vom Kaiser persönlich am 24. Oktober 1914 als einer der ersten deutschen Marineoffiziere mit dem Pour le Mérite, dem höchsten preußischen Tapferkeitsorden, ausgezeichnet wurde.
Nachdem in der Erklärung des uneingeschränkten U-Boot-Krieges durch die Reichsregierung, zwar wider das Völkerrecht, aber in Reaktion auf die ebenfalls völkerrechtswidrige Blockade Deutschlands durch Großbritannien, ausdrücklich auch die Versenkung gegnerischer Handelsschiffe vorgesehen war, versenkte U 9 unter Weddigen auch drei solcher zivilen Schiffe.

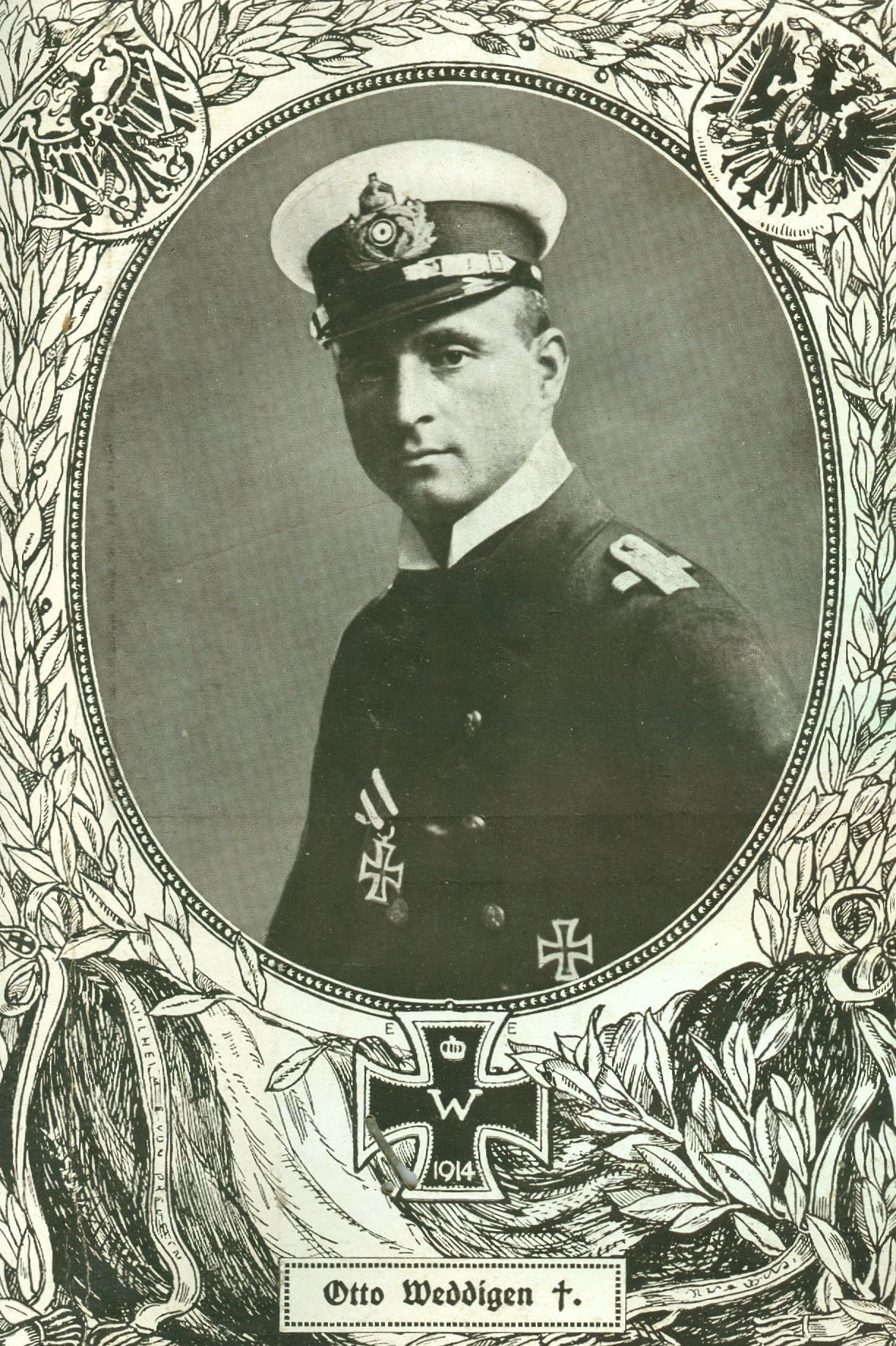
Gedenkblatt für Weddigen, ausgezeichnet mit den beiden Eisernen Kreuzen

Auf Grund einer Verletzung musste Weddigen sein Kommando im Januar 1915 an seinen Ersten Offizier Johannes Spieß abgeben. Nach seiner Genesung übernahm er am 13. Februar 1915 U 29. Dieses Boot hatte im Gegensatz zu dem Petroleumboot U 9 Dieselmotoren. Am 10. März 1915 lief U 29 von Zeebrügge zum ersten Einsatz unter Weddigen aus. Es erreichte sein Operationsgebiet in der Irischen See und konnte in den nächsten Tagen vier Schiffe mit 12.934 BRT versenken. Auf dem Rückmarsch um Schottland herum begegnete U 29 am 18. März 1915, östlich des Pentland Firth (zwischen dem schottischen Festland und den Orkney-Inseln), der Grand Fleet. Diese war auf dem Heimweg zu ihrem Stützpunkt Scapa Flow. Nach einem Fehlschuss auf das Schlachtschiff Neptune wurde das Periskop des U-Bootes vom Schlachtschiff Dreadnought gesichtet. Es gelang Weddigen nicht mehr, rechtzeitig auf Tiefe zu gehen. Gegen 13:40 Uhr rammte die Dreadnought das deutsche Boot, das dabei für kurze Zeit mit dem Vorschiff an die Oberfläche schoss. Dabei wurde die Bootsnummer ausgemacht. Dann versank U 29, und Otto Weddigen sowie seine gesamte Mannschaft fanden den Tod. Es war die einzige Kampfhandlung der Dreadnought während des Seekriegs im Ersten Weltkrieg.
Das 1917 in Dienst gestellte Vorpostenboot Weddigen wurde nach ihm benannt. Ebenso wurde dem 1917/1918 gebauten und ab Sommer 1918 einsatzbereiten U-Boot-Kreuzer U 140 zu Ehren des bekannten U-Boot-Kommandanten der Name Kapitänleutnant Weddigen verliehen.

## Nachwirkung
Weddigen wurde in Deutschland infolge seiner als sensationell empfundenen militärischen Erfolge als Kriegsheld gefeiert, seine Heimatstadt ernannte ihn mit 32 Jahren zum Ehrenbürger. Verehrung und Legendenbildung griffen rasch um sich, propagandistisch geleitet durch die kaisertreue Boulevardpresse. Bierkrüge, Medaillen, Wandteller und Porträtbüsten von ihm wurden in großer Zahl in Umlauf gebracht. Bald hieß es, in nahezu jedem deutschen Haushalt stehe ein Erinnerungsstück an Weddigen. Übertroffen wurde der Kult um den U-Boot-Kommandanten während des Ersten Weltkrieges später nur von dem am 21. April 1918 abgeschossenen Jagdflieger Manfred von Richthofen.
Auch in der Weimarer Republik und im Nationalsozialismus blieb die Erinnerung an den Marineoffizier lebendig. Heinz Paul drehte 1927 den Spielfilm U 9 Weddigen mit Carl de Vogt in der Hauptrolle. Unter der nationalsozialistischen Herrschaft wurde das Andenken an den einstigen „Kriegshelden“ noch einmal forciert, und es erschienen mehrere Biografien.
An der Universität Kiel bildete der dortige Verein Deutscher Studenten Kiel zusammen mit der Akademisch-Musikalischen Verbindung Albingia und der Akademischen Turnverbindung Ditmarsia nach der Gleichschaltung der Studentenverbindungen ab 1938 eine Kameradschaft Otto Weddigen des NSD-Studentenbundes.
Beim Wiederaufbau der deutschen U-Boot-Waffe wurde die erste neugegründete Flottille 1935 nach Weddigen benannt. Erster Chef wurde Karl Dönitz. Das Boot U 9 trug, wie Weddigens U 9, das Eiserne Kreuz als Turmabzeichen. Auch die Abteilung 6/160 des Reichsarbeitsdienstes in Herford wurde nach Weddigen benannt. Im Jahr 1937 wurde in Wilhelmshaven-Rüstringen die neuerbaute Jugendherberge mit dem Namen Weddigen-Jugendherberge versehen. In dieser Zeit baute Leitz unter dem Markennamen Leica sowohl eine Unterwasserkamera als auch ein Prismenfernglas mit Namen Weddigen.
Nach dem Zweiten Weltkrieg geriet Weddigen – anders als Richthofen – außerhalb Marine-interessierter Kreise weitgehend in Vergessenheit. Anfang der 1950er Jahre erschienen bei Pabel-Moewig einige Heftromane rund um U 9 und Weddigen, u. a. 1953 Mit Weddigen auf großer Kriegsfahrt. Bücher über Weddigen wie auch Devotionalien der im Deutschen Reich erfolgten Heldenverehrung sind heute allenfalls in Antiquariaten und bei auf Militaria spezialisierten Flohmarkthändlern zu finden. Allerdings beginnen sich Forschung und Feuilleton im Zuge eines neu belebten Interesses an den Vorgängen des Ersten Weltkrieges auch wieder für die Person Weddigen zu interessieren.

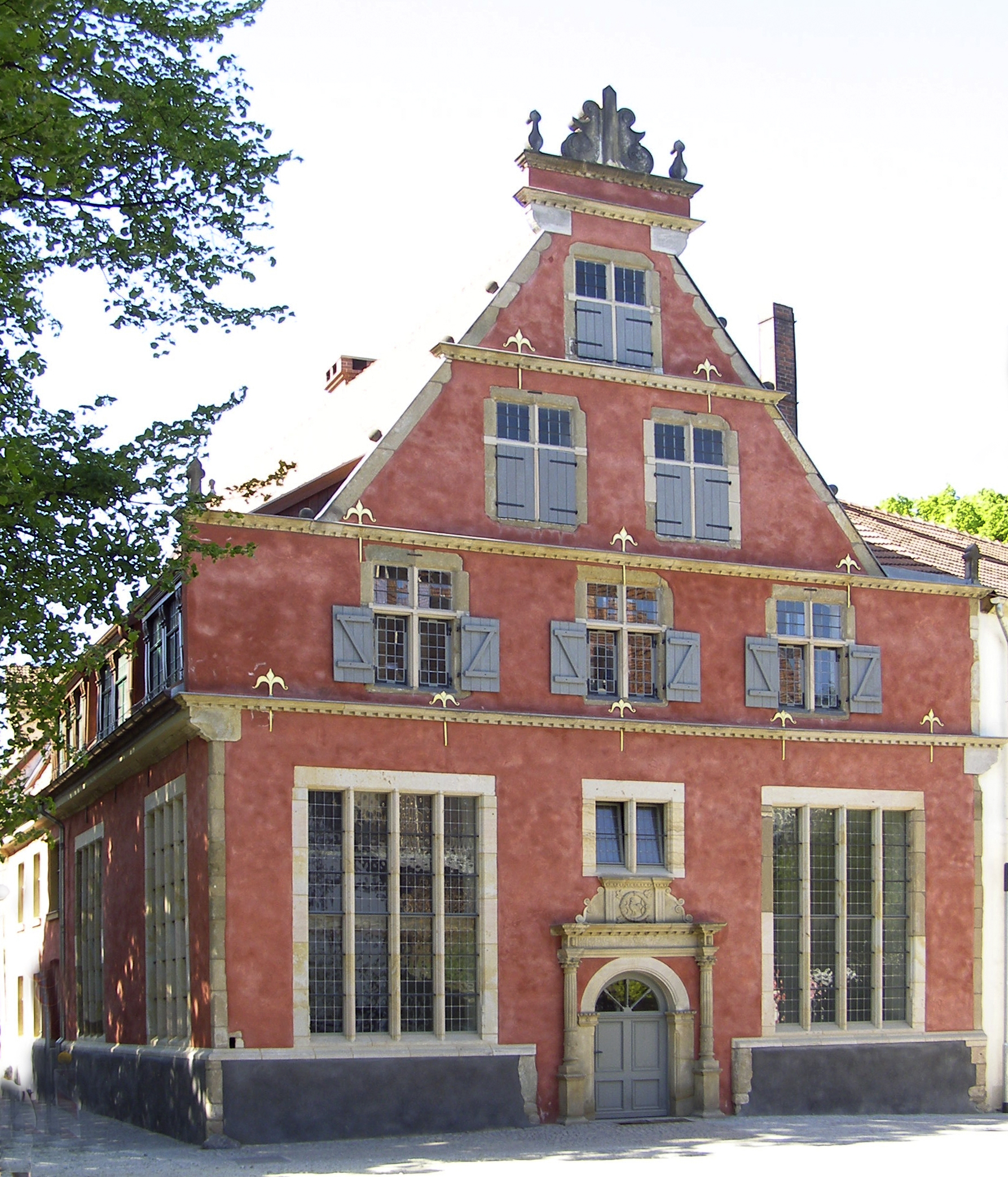
Geburtshaus von Otto Weddigen

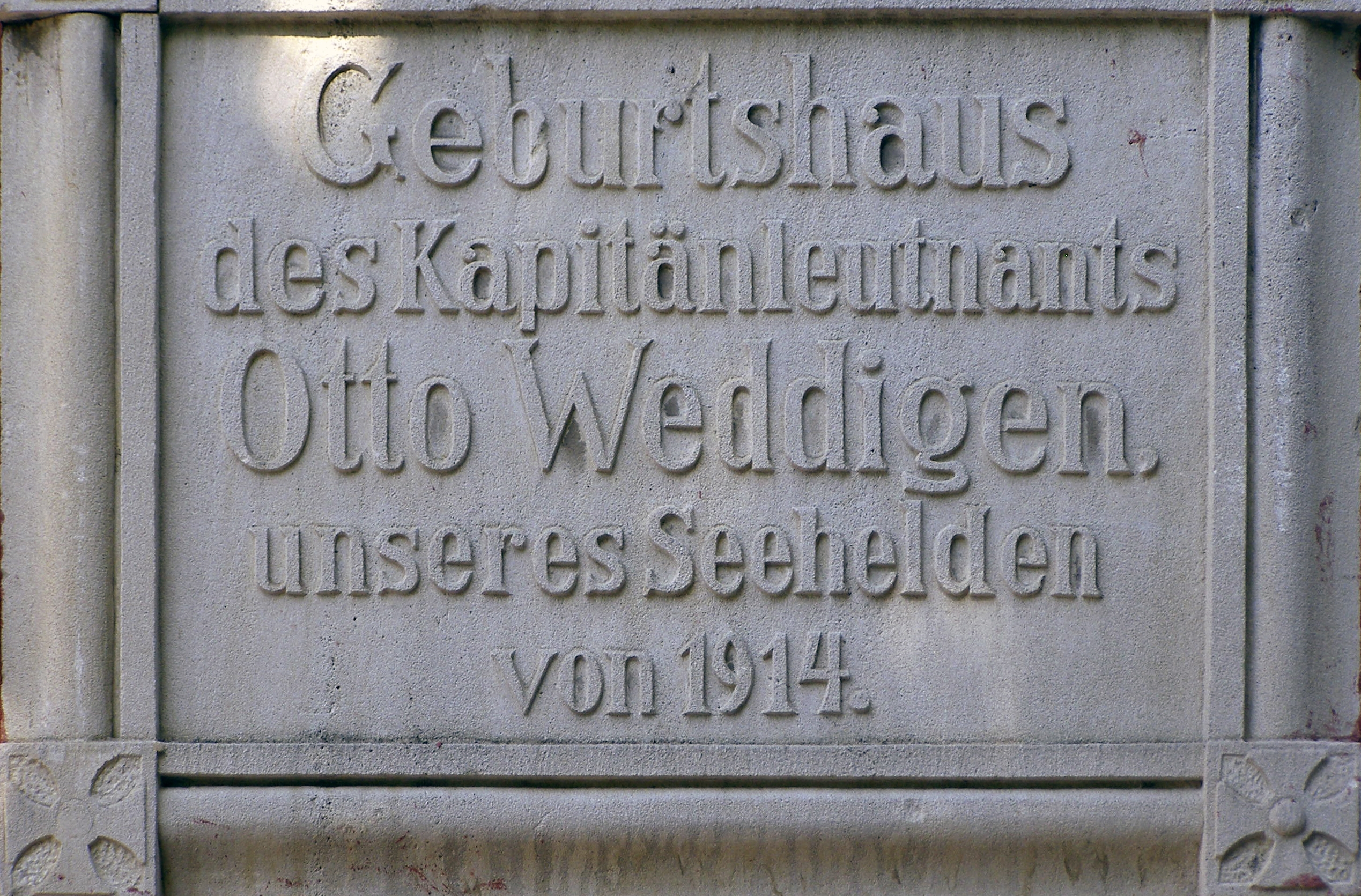
Gedenktafel

In Herford ist am Frühherrenhaus, dem Geburtshaus Weddigens in der Petersilien-/Ecke Frühherrenstraße, eine Gedenktafel angebracht. Das Weddigenufer, eine Straße entlang der Werre, wurde nach ihm benannt. Ein dort 1935 – in der NS-Zeit – angelegtes Freibad, das lange Zeit als Militäreinrichtung genutzt wurde (nach dem Krieg auch durch die britische Armee), trug seinen Namen. Die Herforder Bevölkerung nannte das Freibad in den letzten Jahren vor seinem Abriss kurz „Otto“. 1997 entstand an der Stelle ein Freizeitbad mit dem Namen H2O, Synonym für Herfords 2. Otto. Auch die in der Stadt ansässige Marinekameradschaft Otto Weddigen erinnert an ihn.
U 9 der Bundesmarine führte als Wappen ebenfalls das Eiserne Kreuz.
Eine Schwimmpier im Marinestützpunkt Kiel heißt Weddigenbrücke.
In Berlin wurden mehrere Straßen nach dem U-Boot-Kommandanten benannt, der Weddigenweg im Bezirk Steglitz-Zehlendorf existiert bis heute. Auch in Oberhausen-Sterkrade wurde 1936 die Thalstraße nach ihm umbenannt und heißt seitdem Otto-Weddigen-Straße.
In Augsburg, Aurich, Bielefeld, Freiburg im Breisgau, Gerlingen, Hannover, Landsberg am Lech, Lünen, München, Münster, Nordhorn, Nürnberg, Oldenburg, Wuppertal sowie Danzig-Stolzenberg (bis 1945), Hamburg (bis 1947) und Kiel (ebenfalls bis 1947) sind oder waren ebenfalls Straßen nach ihm benannt. In der niederrheinischen Kleinstadt Neukirchen-Vluyn tragen drei Straßen einer 1919 erbauten Zechensiedlung seinen Namen (Weddigenplatz, Weddigenallee, Weddigenstraße).
In Düsseldorf-Niederkassel trägt eine Schützenkompanie seit 1935 – dem zwanzigsten Todesjahr des U-Boot-Kommandanten – den Namen Otto-Weddigen-Kompanie.
In dem privaten, öffentlich zugänglichen Museum U-Boot-Archiv in Cuxhaven ist der Otto-Weddigen-Raum nach ihm benannt.

## Filmografie
U9 – Weddigen. Regie: Heinz Paul. Drehbuch: Willy Rath. Darsteller: Carl de Vogt, Mathilde Sussin u. a., Deutschland 1927
Im besetzten Rheinland wurde der Streifen im Dezember 1927 von den Zensoren der Interalliierten Rheinlandkommission wegen befürchteter „Störung der öffentlichen Ordnung“ verboten, wenige Wochen später jedoch mit Streichungen unter dem Titel Brüder. U9, Kapitän Weddigen wieder freigegeben. Der geänderte Titel ist insofern treffend, als der Film den deutsch-britischen U-Boot-Krieg über eine private deutsch-britische Familiengeschichte als tragischen Bruderkrieg aufrollt. Weddigen wird weniger als mariner Draufgänger, sondern als eine Art romantischer Held gezeichnet.

## Literatur

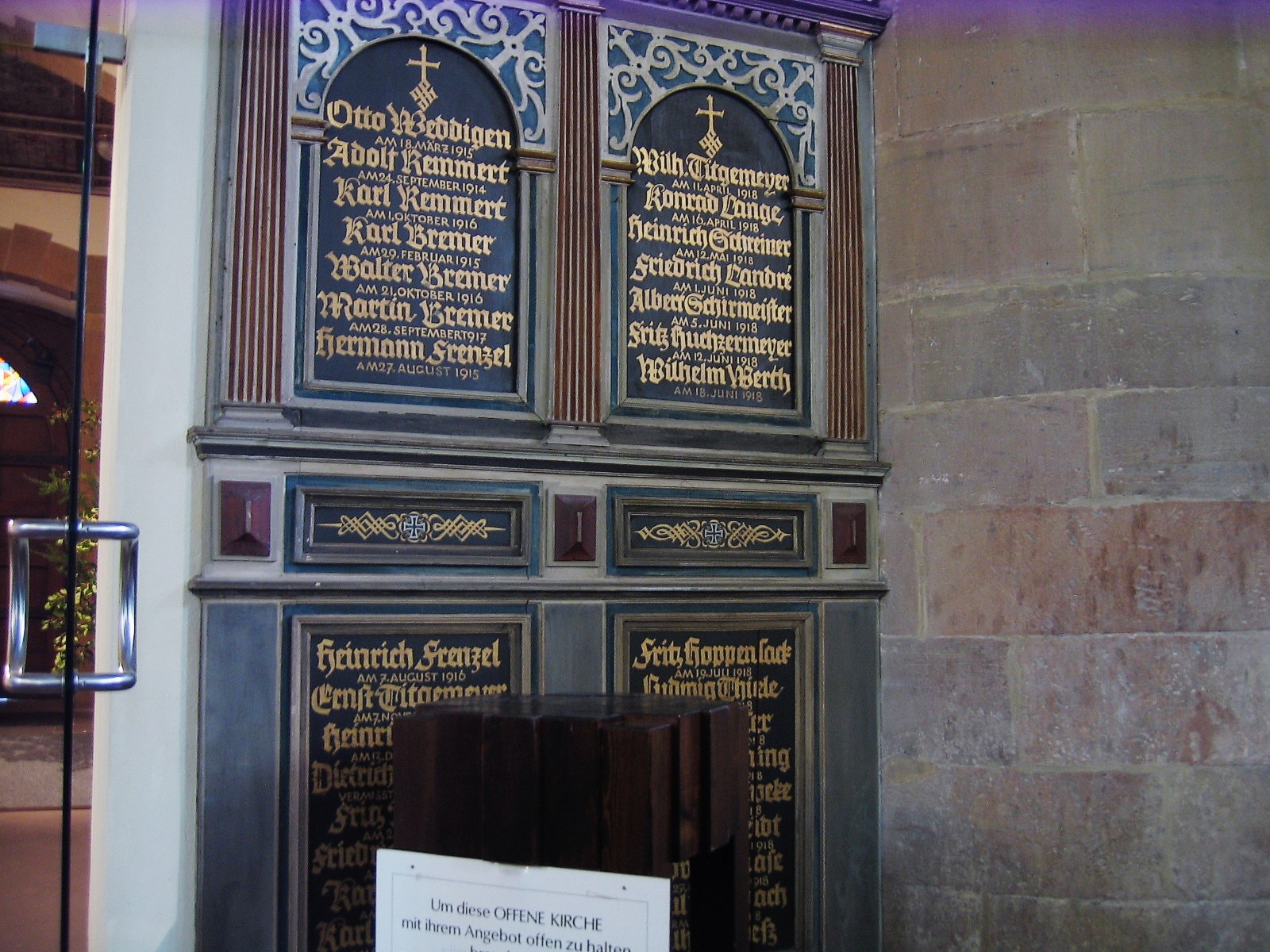
Der Name von Otto Weddigen auf einer Liste der Herforder Gefallenen im Ersten Weltkrieg